# حمد الصنيع
حمد بن سليمان بن حمد الصنيع شخصية رياضية سعودية. ولد في مدينة جدة غرب المملكة العربية السعودية.
برغم من أنه لاعب سابق في نادي الاتحاد السعودي، إلا أن الصنيع عُرف في الوسط الرياضي كإداري في نادي الاتحاد وتحديداً منذ مطلع الالفية الثانية. عمل كمحلل وناقد رياضي منذ 2011 عبر شاشة القناة الرياضية السعودية قبل أن ينتقل للتحليل الفني.

## مسيرته الرياضية
ارتدى حمد القميص (المُقلَّم) بالأصفر والأسود وهو لم يتجاوز السابعة عشرة من عمره حينما صادق المدرب الألماني ثيو بوكير على موهبته ليضمه لفريق فئة الشباب بالنادي في العام 1987 مع الفريق الذي شكل لاحقاً نواة الفريق الأول الذي حقق (ثلاثية القرن)حيث عاصر آنذاك لاعبين كمحمد الخليوي ورمزي موسى وسالم سويد وفايز الشمراني.
وما أن اطل الصنيع الذي كان يلعب في خانة الظهير الأيمن بوجهه على كتيبة النمور الكبرى حينما تم تصعيده للفريق الأول في العام 1990 حتى كان بمثابة وجه السعد إذ حقق الفريق بعد موسم واحد فقط بطولة كأس ولي العهد من أمام النصر في المباراة التي حسمت بضربات الترجيح، واستمر مع الفريق قرابة سبعة مواسم تدرب خلالها على يد مدربين معروفين كالألمانيين بوكير وبونتيك والمصريين طه بصري وأنور سلامة وغيرهم، وذلك قبل ان يقرر مغادرة المستطيل الأخضر ليتفرغ لدراسته حيث كان يدرس في جامعة الملك عبد العزيز متخصصاً في إدارة الأعمال الدولية.
لم يطل ابتعاد الصنيع عن عشقه، إذ سرعان ما عاد له مجدداً لكن هذه المرة من بوابة العمل الإداري حيث استدعاه الرئيس السابق أحمد مسعود للإشراف على فريق الناشيئن في العام 1999 والذي كان يضم مواهب لافتة كمناف أبو شقير ومحمد أمين حيدر وطارق المولد ليكون التوفيق حليفه بتحقيق بطولة الدوري في ذلك العام.
وبدأت المواهب الإدارية لدى الشاب حمد تتفتق ما أنبأ عن مقدم إداري فذ متسلح بالخبرة الفنية، وبالدراسة الأكاديمية، وبالتجربة المهنية، فبادر رئيس الاتحاد السابق منصور البلوي بطلبه ليعمل مديراً للفريق الأول في العام 2003 ليواصل مع الفريق الذي بدأ يهيمن على البطولات رحلة الإنجازات المظفرة إذ حقق تحت قيادته بطولة كأس ولي العهد ودوري أبطال آسيا مرتين ودوري أبطال العرب، وهي البطولة التي حققها الاتحاد لأول مرة في تاريخه، فضلا عن التأهل لكأس العالم للأندية التي جرت في اليابان عام 2004، ليختم مشواره مع الفريق في العام 2007 لينتقل لمضمار آخر في مشوار نجاحاته حيث اختير عضواً في لجنة المسابقات في الاتحاد السعودي لكرة القدم، ومراقباً في الاتحاد الآسيوي.
وبعد ابتعاد لثلاثة مواسم متتالية دخل الاتحاد فيها دهاليز المشاكل الإدارية والإعلامية عاد الصنيع عام 2010 ولم يستمر طويل حيث تقدم باستقالته من العمل في النادي، وهو حتى عام 2013 يعمل كمحلل في القناة الرياضية السعودية.
تم تكليفه من قبل تركي ال شيخ رائيساً لنادي الاتحاد في 2 أكتوبر 2017 بعد ايقاف الجهاز الإداري السابق بقيادة انمار الحائلي للاشتباه بالتزوير